# Darío Castrillón Hoyos
Darío Castrillón Hoyos (Medellín, 4 de julho de 1929 - Roma, 18 de maio de 2018) foi um cardeal colombiano, foi o presidente emérito da Pontifícia Comissão Ecclesia Dei e prefeito emérito da Congregação para o Clero.

## Biografia
Nasceu em Medellín, Colômbia. Estudou no Seminário de Antioquia; depois no Seminário de Santa Rosa de Osos; posteriormente na Pontifícia Universidade Gregoriana, em Roma, onde obteve doutorado em Direito Canônico e especialização em sociologia religiosa e economia política e étnica; e, finalmente, na Universidade Católica de Lovaina, Bélgica.
Recebeu a ordenação sacerdotal em 26 de outubro de 1952, na Basílica dos Santos Doze Apóstolos, em Roma, por imposição das mãos de Dom Alfonso Carinci, arcebispo titular de Selêucia de Isáuria e secretário da Sagrada Congregação dos Ritos, para a Diocese de Santa Rosa de Osos.
De volta à Colômbia, serviu como pároco em duas paróquias rurais, diretor do Movimento de Cursilho e delegado para a Ação Católica. Também lecionou Direito Canônico na Universidade Livre e foi secretário-geral da Conferência Episcopal da Colômbia.
Em 2 de junho de 1971, foi nomeado bispo titular de Vila Real e coadjutor, com direito a sucessão, da Diocese de Pereira. Recebeu a sagração episcopal em 18 de julho seguinte, das mãos de Dom Angelo Palma, arcebispo titular de Vibiana e núncio apostólico na Colômbia, assistido por Dom Aníbal Muñoz Duque, então arcebispo titular de Cariana e coadjutor de Bogotá, e Dom Baltasar Álvarez Restrepo, ordinário de Pereira. Quando este renunciou por atingir o limite etário, em 1 de julho de 1976, Dom Darío o sucedeu como bispo de Pereira. Seu lema episcopal era: Christus in vobis spes gloriae.
Como delegado da Conferência Episcopal da Colômbia, participou das Conferências Gerais do Episcopado Latino-Americano em Medellín (1968) e em Puebla (1979). De 1983 a 1987, foi secretário-geral do Conselho Episcopal Latino-Americano (CELAM) e presidente do mesmo de 1987 a 1991. Sobreviveu a uma tentativa de assassinato em 1984, quando o presidente Belisario Betancur pediu-lhe que liderasse uma comissão de paz para obter um acordo com grupos de guerrilha. Também participou da Quarta Conferência do CELAM em Santo Domingo em outubro de 1992.
Nomeado arcebispo de Bucaramanga em 16 de dezembro de 1992, foi chamado pelo Sumo Pontífice para dirigir a Congregação para o Clero, em 15 de junho de 1996, como pró-prefeito.
Em 15 de novembro de 1996, fez a apresentação do livro Dono e Mistero de João Paulo II. Também, como pró-prefeito da Congregação, organizou pessoalmente a celebração do jubileu de 50 anos de sacerdócio do Papa.
Em 18 de setembro de 1997, apresentou o Diretório Geral para Catequese e, em 17 de outubro seguinte, na conclusão do Congresso Internacional Catequético, apresentou ao Papa, o primeiro catequista da Igreja, os frutos desses dias intensos de trabalho. Durante a Assembleia Especial para a América no Sínodo dos Bispos de 16 de novembro a 12 de dezembro de 1997, serviu como delegado presidente.

Dom Darío foi criado e proclamado cardeal pelo Papa João Paulo II, no consistório de 21 de fevereiro de 1998, da diaconia do Santíssimo Nome de Maria no Foro Traiano. Dois dias depois, foi elevado a prefeito da Congregação para o Clero. Em 26 de outubro, assistiu à assinatura do Acordo Global e Definitivo entre Peru e Equador que aclarava sua disputa de fronteira em Brasília. Em 13 de abril de 2000, foi nomeado presidente da Pontifícia Comissão Ecclesia Dei.

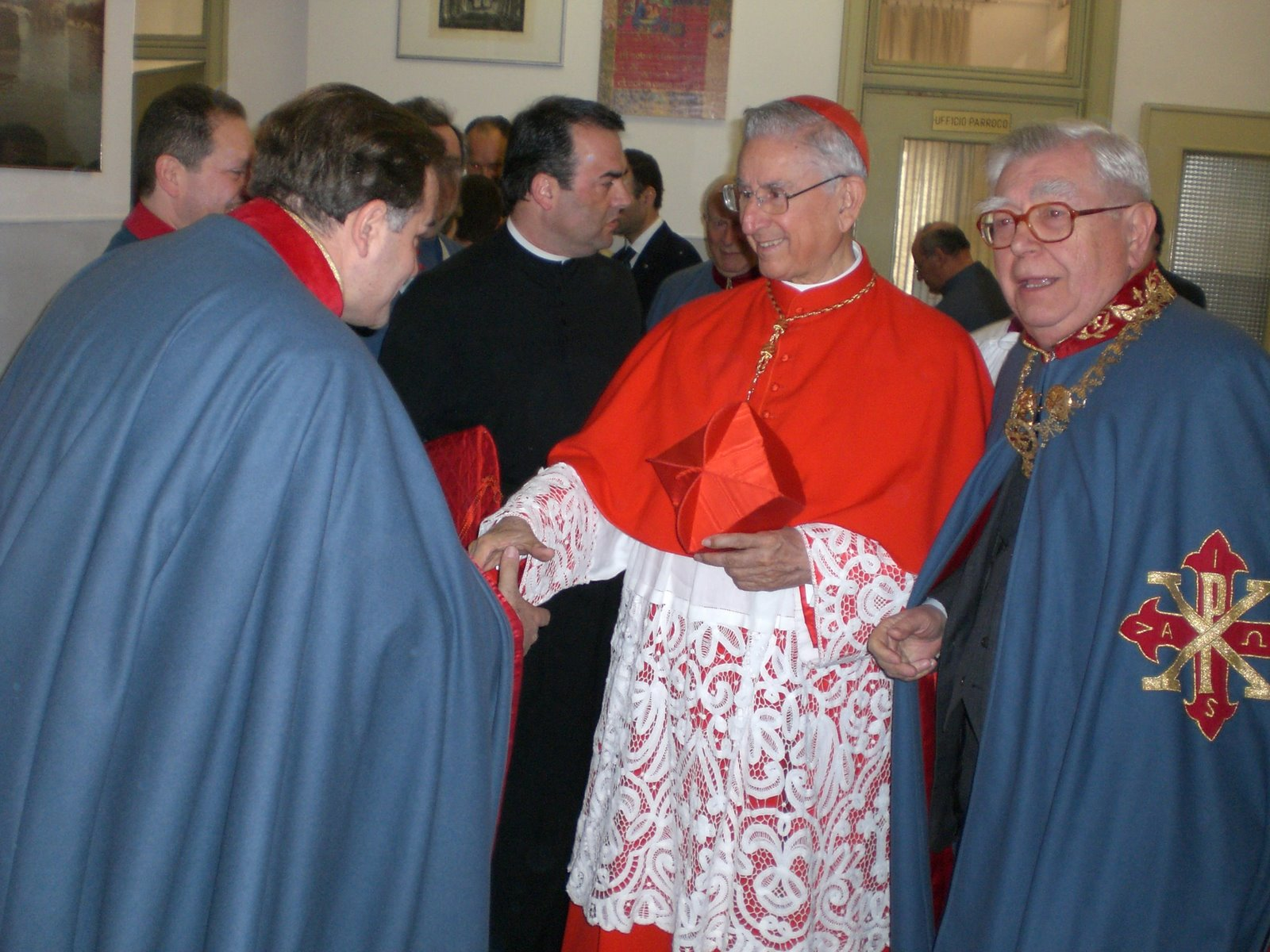
Cavaleiros Espanhóis da Sagrada Ordem Militar Constantiniana de São Jorge, com Cardeal Grão-Prior Castrillón Hoyos

Participou do conclave de abril de 2005 que elegeu o Papa Bento XVI. Dom Darío, nessa época, já estava com 75 anos e, segundo o Direito Canônico, deveria pedir para renunciar aos seus cargos. O novo pontífice, no entanto, manteve-o tanto à frente da Congregação para o Clero quanto da Ecclesia Dei até encontrar substitutos adequados. Em 31 de outubro do ano seguinte, foi substituído como prefeito da Congregação para o Clero por Dom Frei Cláudio Hummes, OFM.
Cardeal Castrillón foi grão-prior da Sagrada Ordem Militar Constantiniana de São Jorge, no ramo liderado por Carlos, agora Duque da Calábria.
O Papa Bento XVI confirmou-o como protodiácono do Colégio dos Cardeais em 2 de janeiro de 2007 e, novamente, no consistório de 23 de fevereiro. Ocupou o posto até 1 de março de 2008, quando optou pela ordem dos cardeais-presbíteros e sua diaconia elevada pro hila vice a título. Em maio, participou da Quinta Conferência Geral do Episcopado Latino-Americano sediado em Aparecida, Brasil.
Perdeu o direito de participar de conclaves ao completar 80 anos de idade em 4 de julho de 2009. Quatro dias depois, terminou seu serviço como presidente da Pontifícia Comissão Ecclesia Dei, sendo substituído por Dom William Joseph Levada.
Morreu no dia 18 de maio de 2018, em Roma, de doença hepática. Seus restos mortais foram sepultados, segundo seu desejo, na cripta da Catedral de Medellín.